# 南京市第二医院
32°05′19″N 118°46′08″E / 32.088517°N 118.768784°E
南京市第二医院又名江苏省传染病医院、东南大学附属第二医院，为三级甲等传染病专科医院，位于江苏省南京市钟阜路1-1号。1996年由原南京市传染病医院与原南京市钟阜医院合并组建。

## 汤山院区
2013年6月，南京市政府投资6亿元人民币建设南京市公共卫生医疗中心，该中心同时挂牌南京市第二医院汤山院区及江苏省传染病医院，由南京市第二医院管理。该院区位于汤山街道康复路1号，占地480亩，2015年底建成并投入使用。原钟阜院区的结核病门诊、艾滋病门诊以及急慢性传染病门诊、呼吸道传染病门诊均转移至汤山院区。在2019冠状病毒病疫情中，该院区作为江苏省省属指定医疗机构之一负责接收江苏省全省的新型冠状病毒肺炎患者。